# 加藤弘之 (経済学者)
加藤 弘之（かとう ひろゆき、1955年9月5日 - 2016年8月30日）は、日本の中国経済学者。元神戸大学経済学部教授。

## 人物
愛知県に生まれる。1979年3月大阪外国語大学卒業、1981年3月神戸大学大学院経済学研究科博士前期課程修了、1982年3月神戸大学大学院経済学研究科博士後期課程退学。
1982年4月大阪外国語大学助手、1985年4月神戸大学経済学部専任講師、1996年4月同助教授、1997年4月同教授。1998年神戸大学より博士（経済学）の学位を授与される。
2006年4月-2007年3月外務事務官（在中国大使館公使）
アジア政経学会理事長（2007年-2009年）、同理事、同評議員ほか、日本現代中国学会理事、比較経済体制学会幹事、中国経済経営学会副会長などを歴任。
中国経済研究を中国経済学に高めることを提唱・実践していたが、道半ばの2016年8月30日がんで逝去。

## 著書

### 単著
- 『中国の経済発展と市場化一一改革・閖放時代の検証』（名古屋大学出版会, 1997年，大平正芳記念賞）
- 『地域の発展（シリーズ現代中国経済6）』（名古屋大学出版会，2003年）
- 『「曖昧な制度」としての中国型資本主義』(NTT出版. 2013年）
- 『中国経済学入門一一「曖昧な制度」はいかに機能しているか』（名古屋大学出版会、2016年アジア・太平洋賞特別賞）[1]

### 共著・編著・共編著
- 『中国の農村発展と市場化』（世界思想社, 1995年）
- 『中国（東アジア長期経済統計12）』（勁草書房，2002年，陳光輝と共著）
- 『中国経済論』（ミネルヴア書房, 2004年，上原一慶と共同編集）
- 『全球化与中国内陸区域経済発展論文集』（四川人民出版社, 2005年，郭暁鳴と共同編集）
- 『進化する中国の資本主義』（岩波書店, 2009年，久保亨と共著）
- 『ＢＲICs経済図説』（東洋書店, 2010年，吉井昌彦，西島章次，佐藤隆弘と共著）
- 『現代中国経済論』（ミネルヴァ書房, 2011年，上原一慶と共同編集）
- 『城市化与区域経済発展研究』（華東理工大学出版社，2011年，呉柏均と共同編集)
- 『中国長江デルタの都市化と産業集積』（勁草書房, 2012年）
- 『新・図説中国近現代史－日中新時代の見取図』（法律文化社, 2012年，田中仁・菊池一隆・日野みどり・岡本隆司と共著）
- 『中国長江デルタ産業集積地図』（早稲田大学現代中国研究所, 2012年，日置史郎と共同編集）
- 『21世紀の中国　経済篇－国家資本主義の光と影』（朝日新聞社, 2013年，渡邊真理子・大橋英夫と共著）
- 『二重の罠を超えて進む中国型資本主義一「曖昧な制度」の実証分析』（ミネルヴァ書房，2016年，梶谷懐と共同編集)